# 豊中南警察署
豊中南警察署（とよなかみなみけいさつしょ）は、大阪府警察が管轄する警察署の一つ。

## 所在地
- 大阪府豊中市庄内西町5丁目1番10号 
  - 阪急宝塚本線 庄内駅

## 管轄区域
以下の地域（おおむね豊中ローズ球場よりも南の地域）を管轄区域とする。
- 豊中市
  - 稲津町（1～3丁目）、今在家町、大島町（1～3丁目）、小曽根（1～5丁目）、神州町
  - 北条町（1～4丁目）、上津島（1～3丁目）、三和町（1～4丁目）、島江町（1～2丁目）
  - 庄内幸町（1～5丁目）、庄内栄町（1～5丁目）、庄内宝町（1～3丁目）、庄内西町（1～5丁目）、庄内東町（1～6丁目）、庄本町（1～4丁目）、千成町（1～3丁目）
  - 曽根南町（1～3丁目）、大黒町（1～3丁目）、利倉（1～3丁目）、利倉西（1～2丁目）、利倉東（1～2丁目）、野田町
  - 服部寿町（1～5丁目）、服部西町（1～5丁目)、服部本町（1～5丁目）、服部南町（1～5丁目）、服部元町（1～2丁目）、服部豊町（1～2丁目）、
  - 浜（1～4丁目）原田南（1～2丁目）、日出町（1～2丁目）、二葉町（1～3丁目）
  - 豊南町西（1～5丁目）、豊南町東（1～4丁目）、豊南町南（1～6丁目）
  - 穂積（1～2丁目）、三国（1～2丁目）、名神口（1～3丁目）、若竹町（1～2丁目）

## 沿革
- 1987年（昭和62年）4月 豊中警察署より独立して設置。

## 交番
- 大島町交番 （豊中市大島町二丁目1番1号）
- 小曽根交番 （豊中市北条町一丁目37番10号）
- 島江交番 （豊中市島江町一丁目3番27号）
- 庄内交番 （豊中市庄内東町四丁目13番23号）
- 庄内幸町交番 （豊中市庄内幸町二丁目12番11号）
- 服部西交番 （豊中市服部西町四丁目12番2号）
- 豊南交番 （豊中市豊南町東四丁目8番3号）